# جون بيتر سميث
جون بيتر سميث (بالإنجليزية: John Peter Smith)‏ هو سياسي أمريكي، ولد في أكتوبر 1848 في بنسيلفانيا في الولايات المتحدة.